# هيلين فالنتاين
هيلين فالنتاين (بالإنجليزية: Helen Valentine)‏ هي صحفية أمريكية، ولدت في 1893 في مانهاتن في الولايات المتحدة، وتوفيت في 1986.